# Доде, Жюли
Жюли (Жюлия) Доде, урождённая Аллар (фр. Julia Daudet, née Allard; 13 июля 1844, Париж — 23 апреля 1940, там же) — французская писательница, поэтесса и литературный критик; жена и соавтор Альфонса Доде.

## Биография и творчество
Жюли Аллар родилась в 1844 году в Париже. Её отец был фабрикантом и поэтом-любителем; мать увлекалась литературой, держала собственный литературный салон и была знакома с Ламартином и Марселиной Деборд-Вальмор. В возрасте 18 лет Жюли опубликовала в журнале L’Art, под псевдонимом Маргарита Турне (Marguerite Tournay), свои первые стихотворения. Это была традиционная поэзия — пейзажная лирика, зарисовки чувств и эмоций и т. д. — далёкая от исканий модернизма. Многие стихотворения поэтессы проникнуты меланхолией и ностальгией по прошлому.

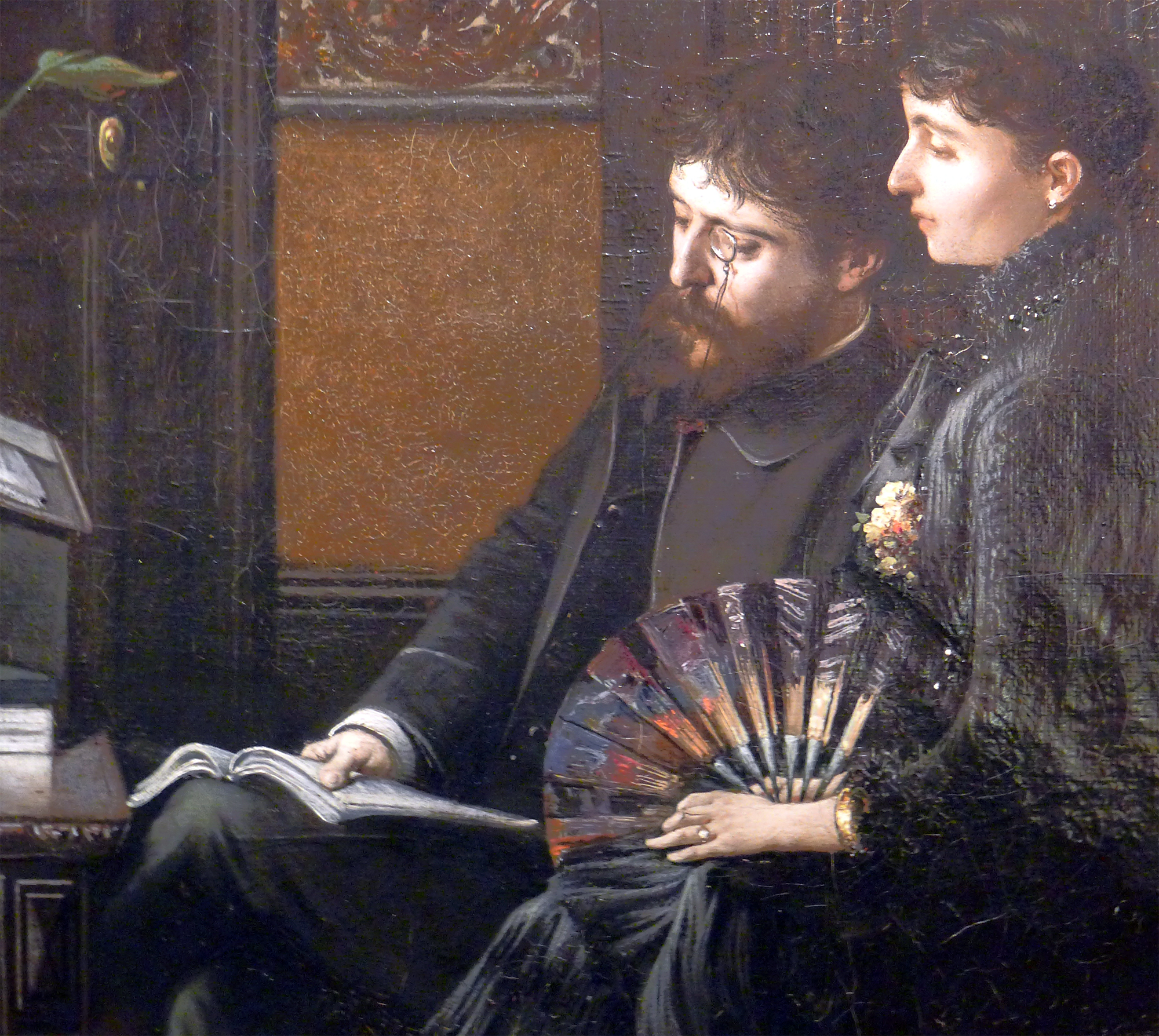
Луи Монтегю. Альфонс Доде с супругой в рабочем кабинете (фрагмент). Ок. 1880

В 1867 году Жюли Аллар вышла замуж за писателя Альфонса Доде. Эмиль Золя, близко знавший супругов Доде, подчёркивал, что этот брак оказал благотворное воздействие на начинающего писателя, отныне полностью посвятившего себя творчеству: «Поэт, доселе легкомысленно бросавшийся стихами, вступил в полосу зрелости и упорядоченного труда». Российский публицист Михаил Дубинский также отмечал выдающееся значение Жюли для жизни и творчества французского прозаика. У Альфонса и Жюли Доде родились трое детей: сыновья Леон и Люсьен, также ставшие писателями, и дочь Эдме, чьим крёстным отцом был Эдмон Гонкур. Жюли стала не только женой, но и соавтором Альфонса Доде: он зачитывал ей написанное и правил тексты в соответствии с её замечаниями. Неоднократно подчёркивая роль жены в своём творчестве, Доде дважды прибегал к одному и тому же оригинальному образу. Так, в письме Эдмону Гонкуру, датированном весной 1877 года, он писал, что Жюли усыпает страницы его творений «золотисто-голубой пудрой». Позднее Доде прибегнет к схожей метафоре в своей книге воспоминаний «Тридцать лет в Париже»: «… моя [жена] сама такая художница! Нет ни одной страницы, которую она не исправила бы, не подретушировала, не присыпала бы слегка своей прекрасной лазурно-золотой пудрой». Анатоль Франс, обращая внимание на эти слова прозаика, писал впоследствии, что Доде находился под её «мягким, сильным и добрым влиянием» и она несомненно имела прямое отношение к творчеству мужа. Брат Доде также отмечал счастливую семейную и совместную творческую жизнь супругов и писал о Жюли: «Она была светом его очага, помощницей в его работах, доверенной советницей его вдохновения». Рассказывают, что однажды между четой Доде произошла размолвка, во время которой писатель сказал, что было бы интересно включить их ссору в роман. Жюли, сразу забыв их разногласия, тотчас поддержала его, и эта сцена была перенесена в новую книгу. Сын Жюли и Альфонса Леон также подчёркивал, насколько большое значение его мать играла в литературной деятельности отца, помогая ему совершенствовать свой стиль и «примиряя гармонию с требованиями реализма, к чему постоянно стремился писатель». Он приводит общий метод совместной работы родителей. Первоначально Альфонс создавал первый, черновой набросок, служащий основой будущей книги. Затем, уже совместно с женой, принимался за работу над стилем и характером этого сочинения, а в ходе «медленной и беспощадной корректуры» появлялся последний, третий вариант произведения. Альфонс же говорил, что без благотворного влияния жены, особенно в начале творческого пути, в своих произведениях он был бы подвержен стилистической небрежности. В благодарность за её заботы и труды писатель хотел посвятить ей роман «Набоб», но Жюли уговорила его этого не делать.
Парижский дом четы Доде был центром притяжения для многих знаменитостей того времени: у них бывали Эдмон Гонкур, Ги де Мопассан, Эрнест Ренан, Розмонда Жерар-Ростан, Леон Гамбетта, Артюр Мейер, Рашильд. Эдмон Гонкур, бывший близким другом семьи, называл их дом своей «духовной отчизной» и посвятил Жюли роман «Братья Земгано» (1879). Кроме того, в 1883 году именно супругам Доде он признался, что ведёт начатый им ещё с братом подробный «Дневник», и в ответ на их настоятельную просьбу решил опубликовать его. Ознакомившись с дневниковыми записями Жюли, Гонкур оценил их изящество, выверенный стиль и изысканность, но как недостаток отметил некоторую искусственность, излишнюю литературность. Анатоль Франс также отмечал её незаурядные литературные способности, и, по его оценке, она сумела проявить себя в «отличных стихах и чудесной прозе, как своеобразная художница, одарённая совершенно исключительной восприимчивостью».
Через издателя Жоржа Шарпантье, покровительствовавшего натуралистам и импрессионистам, супруги познакомились с Огюстом Ренуаром, которого пригласили летом 1876 года погостить в свой дом в Шанрозе (департамент Эсон). Здесь художник провёл месяц и написал портрет Жюли, ставший частью коллекции Лувра, а позже переданный в Музей Орсе.
Помимо стихотворений, Жюли Доде писала прозу и сотрудничала с различными журналами в качестве литературного критика, в том числе под псевдонимом Karl Steen. В 1913 году она стала одним из первых читателей романа Марселя Пруста (с которым был дружен её сын Люсьен) «В поисках утраченного времени», отвергнутого издателями, и, придя в восхищение, настойчиво рекомендовала ему продолжать писать. Кроме того, Жюли Доде была в числе соосновательниц литературной премии Фемина и впоследствии входила в состав жюри. В 1922 году она стала кавалером Ордена Почётного Легиона.
Жюли Доде умерла 23 апреля 1940 года в Париже и была похоронена на кладбище Пер-Лашез.